# Gnophos lividata
Gnophos lividata là một loài bướm đêm trong họ Geometridae.